# Tingena sinuosa
Tingena sinuosa är en fjärilsart som först beskrevs av Alfred Philpott 1928g.  Tingena sinuosa ingår i släktet Tingena och familjen praktmalar. Inga underarter finns listade i Catalogue of Life.